# Marcello Rivera
Marcello Rivera Fernández (Lima, 17 de noviembre de 1973) es un actor, profesor de teatro y director peruano, reconocido por su protagónico del Dr. Jacinto Zavaleta en la telenovela Clave uno: médicos en alerta y ser el presentador del programa televisivo Historias detrás de la muerte.

## Biografía
Marcello Rivera Fernández nació el 17 de noviembre de 1973 en la capital peruana Lima.[cita requerida] Tras haber acabado la secundaria, comenzó su carrera artística a los 17 años participando en diferentes obras de teatro como extra allá por el año 1991 y prestó su presencia en la película Sin compasión como Julián Razuri. Tuvo una breve participación en la telenovela Nino.[cita requerida]
No fue hasta el año 2000 cuando fue coprotagonista de la serie peruana Gente como uno al lado de Ramón García.[cita requerida] Tras haber participado en series y películas como actor secundario, Rivera protagoniza la cinta Pasajeros en el 2008 y al año siguiente, alcanzó a la fama por el protagónico en la telenovela Clave uno: médicos en alerta con su personaje del Dr. Jacinto Zavaleta, la cual se mantuvo por 3 temporadas hasta el final de la trama a finales de 2010.[cita requerida]
Además, protagonizó el cortometraje Detrás del espejo como Ernesto en el 2012 y al año siguiente, ingresa a la conducción de su programa nocturno Historias detrás de la muerte por la cadena Frecuencia Latina. Rivera fundó su propia escuela de teatro bajo el nombre de Ópalo trabajando a través de sus talleres de actuación. En el cine, Rivera protagonizó la cinta Matacabros en 2008 como Kurt y participó en la película Cuchillos en el cielo, la cual recibió el premio de «Mejor actor» en la competencia internacional Festival UNASUR en el año 2013.
Años después, Rivera participa en el proyecto teatral Ciudad cualquiera en 2017, antagoniza la telenovela peruana Dos hermanas interpretando a Danilo Chauca en 2020 y protagoniza la obra Calígula en el personaje del emperador romano homónimo en el año 2018, la cual interpretó años antes en el 2014. En simultáneo, fue protagonista de la obra de teatro peruana 2084 con su personaje de Winston, la cual fue premiado por los Premios Luces en la categoría «Mejor actor de teatro»[cita requerida] y fue voz en doblaje del autolibro El espía del inca. En 2019, Rivera protagonizó la obra El feo como Lette.
Rivera asume de nuevo el protagónico de la obra histórica Camasca, donde interpretaba a Icchal, la cual fue estrenada en el Teatro Británico en el año 2019.
Protagonizó el proyecto Aquellos dos, la cual compartiría roles con otros actores como Renato Bonifaz y Sebastián Rubio, y fue estrenado en el Teatro La Plaza. En el 2022 prestó su presencia en la obra La Mariscala, haciendo el papel del fallecido general peruano Agustín Gamarra la cual fue coprotagonista y se sumó con Giuliana Muente en el programa televisivo Valientemente para la cadena Canal IPe como el sabio Filomeno.
En junio de 2023, antagoniza la obra de teatro Hamlet ha muerto con su personaje del rey Claudio.

## Filmografía

### Televisión
| Año       | Título                         | Rol                          | Notas                        | Emisión                 | Ref.             |
| --------- | ------------------------------ | ---------------------------- | ---------------------------- | ----------------------- | ---------------- |
| 1994      | Gorrión                        | Frito                        | Rol secundario               | Panamericana Televisión | [cita requerida] |
| 1996      | Canela                         |                              | Rol secundario               |                         | [cita requerida] |
| 1996      | Nino                           |                              | Rol secundario               | Panamericana Televisión | [cita requerida] |
| 2000      | Gente como uno                 |                              | Rol coprotagónico            | Canal A                 | [cita requerida] |
| 2005      | Chacalón: El ángel del pueblo  | Mauro Puente                 | Rol principal                | Frecuencia Latina       | [cita requerida] |
| 2005      | Viento y arena                 |                              | Rol principal                | Frecuencia Latina       | [cita requerida] |
| 2006      | Lost Cities and Anciets        |                              | Rol recurrente               |                         | [cita requerida] |
| 2007      | Baila reggaeton                | Alfredo                      | Rol principal                | América Televisión      | [cita requerida] |
| 2008      | Sally, la muñequita del pueblo | Cabo John Navarro            | Rol recurrente               | América Televisión      | [cita requerida] |
| 2009-2010 | Clave uno: médicos en alerta   | Dr. Jacinto Zavaleta         | Rol principal                | Frecuencia Latina       | [ 1 ] [ 7 ]      |
| 2012      | La Tayson, corazón rebelde     | Bernardo                     | Rol principal                | Frecuencia Latina       | [ 1 ]            |
| 2013      | Historias detrás de la muerte  | Él mismo                     | Presentador                  | Frecuencia Latina       | [ 3 ] [ 4 ]      |
| 2015      | Acusados                       |                              | Rol principal                |                         | [cita requerida] |
| 2017-2018 | El regreso de Lucas            | Edgar Verona                 | Rol principal                | América Televisión      | [cita requerida] |
| 2020-2021 | Dos hermanas                   | Danilo Marlon Chauca Quevedo | Rol de antagonista principal | América Televisión      | [ 13 ]           |
| 2022      | Valientemente                  | Filomeno                     | Presentador                  | Canal IPe               | [ 23 ]           |
| 2025      | Pobre novio                    | Alfonso Ortega               | Rol recurrente               | Latina Televisión       | [cita requerida] |

### Cine
| Año  | Título                | Rol           | Notas             | Ref.             |
| ---- | --------------------- | ------------- | ----------------- | ---------------- |
| 1994 | Sin compasión         | Julián Razuri | Rol principal     | [cita requerida] |
| 2001 | La escritura desatara |               | Rol secundario    | [cita requerida] |
| 2003 | Ojos que no ven       | Diego         | Rol principal     | [cita requerida] |
| 2007 | Soledad.com           | Miguel        | Rol principal     | [ 25 ]           |
| 2008 | Matacabros            | Kurt          | Rol protagónico   | [ 11 ]           |
| 2008 | Pasajeros             |               | Rol protagónico   | [ 6 ]            |
| 2012 | Detrás del espejo     | Ernesto       | Rol protagónico   | [ 10 ] [ 9 ]     |
| 2013 | Cuchillos en el cielo |               | Rol coprotagónico | [ 12 ]           |
| 2015 | Cementerio general 2  | Alejandro     | Rol principal     | [cita requerida] |
| 2016 | Juegos siniestros     | Alejandro     | Rol principal     |                  |
| 2018 | Caiga quién caiga     | Vera          | Rol principal     | [cita requerida] |
| 2024 | La herencia de Flora  |               |                   |                  |

### Teatro
| Año  | Título                    | Rol             | Notas                                          | Ref.             |
| ---- | ------------------------- | --------------- | ---------------------------------------------- | ---------------- |
| 2012 | El último fuego           | Rabbe           | Rol principal                                  | [ 26 ]           |
| 2014 | Calígula                  | Calígula        | Rol protagónico-antagónico                     | [ 5 ]            |
| 2018 | Calígula                  | Calígula        | Rol protagónico-antagónico                     | [ 15 ]           |
| 2016 | Noche árabe               |                 | Rol coprotagónico                              | [ 27 ]           |
| 2016 | El dragón de oro          |                 | Rol protagónico                                | [ 28 ]           |
| 2017 | Ciudad cualquiera         |                 | Rol principal                                  | [cita requerida] |
| 2019 | Camasca                   | Icchal          | Rol protagónico                                | [ 20 ]           |
| 2019 | El feo                    | Lette           | Rol protagónico                                | [ 19 ]           |
| 2021 | 2084                      | Winston         | Rol protagónico                                | [ 16 ]           |
| 2022 | La Mariscala              | Agustín Gamarra | Rol coprotagónico                              | [ 22 ]           |
| 2022 | El espía del inca         |                 | Rol coprotagónico                              | [cita requerida] |
| 2022 | Aquellos dos              |                 | Rol protagónico                                | [cita requerida] |
| 2022 | Astrálago                 | Él mismo        | Director de diseño y realización escenográfica | [ 29 ]           |
| 2023 | Fedra                     | Marcelo         | Rol principal                                  | [ 30 ]           |
| 2023 | Hamlet está muerto        | Claudio         | Rol antagónico principal                       | [ 24 ]           |
| 2023 | Un monstruo viene a verme | El monstruo     | Rol protagónico                                | [ 31 ] [ 32 ]    |
| 2024 | La Mariscala: El musical  | Agustín Gamarra | Rol coprotagónico                              | [cita requerida] |

## Premios y nominaciones
| Año  | Premios                      | Categoría                | Trabajo           | Resultado | Ref.             |
| ---- | ---------------------------- | ------------------------ | ----------------- | --------- | ---------------- |
| 2012 | Festival UNASUR              | «Mejor actor»            | Detrás del espejo | Ganador   | [cita requerida] |
| 2012 | Premios Luces de El Comercio | «Mejor actor de teatro»  | El último fuego   | Nominado  | [cita requerida] |
| 2014 | Premios Luces de El Comercio | «Mejor actor de teatro»  | Calígula          | Nominado  | [ 33 ]           |
| 2021 | Premios Luces de El Comercio | «Mejor actor de teatro»  | 2084              | Ganador   | [ 34 ]           |
| 2022 | Premios El Oficio Crítico    | «Mejor actor en musical» | La Mariscala      | Ganador   | [cita requerida] |